# Janvier Dénagan Honfo
Janvier Dénagan (né Janvier Dénagan Honfo le 12 mars 1967 à Porto-Novo au Bénin et mort le 22 novembre 2021 en Allemagne) est un chanteur, percussionniste, acteur et chorégraphe allemand d'origine béninoise.

## Biographie

### Signification de son prénom
Son prénom Dénagan signifie « un individu survivra » en langue gun-gbe, langue nationale parlée dans le département de Ouéme au sud Est du Bénin.

### Nationalité
Il perd la nationalité béninoise à sa demande, en novembre 1999.

### Débuts, inspiration et thématiques
En contact avec des percussionnistes au Bénin d’où il tire une partie de ses connaissances musicales, Janvier Dénagan tire ses inspirations de paraboles ou de fables pour en faire une propre philosophie de vie. Ses œuvres musicales parlent des thématiques de la vie quotidienne dont l'amour, le rire, la paix, l'harmonie et la réflexion dans le cœur. Son premier album, Aziza, mêle morale paysanne et mystique vaudou.

### Décès
Il meurt le 22 novembre 2021 à l'âge de 54 ans en Allemagne,.

## Discographie
Janvier Dénagan a sorti plusieurs albums : 
- Aziza sorti en 1995
- Bolo Mimi sorti en 1997
- Kebele, babalola percussions sorti en 1998, un album dans lequel il explore la percussion dans toute sa splendeur
- Kiki Kana sorti en 2003

Il a également dans sa discographie un album afro-pop réalisé avec le groupe Azuka.